# Puchar Europy w Biegu na 10 000 metrów 1997
1. Puchar Europy w Biegu na 10 000 metrów – zawody lekkoatletyczne, które odbyły się 5 kwietnia 1997 w Barakaldo.

## Rezultaty

### Mężczyźni
| Konkurencja   | 1. miejsce     | Rezultat            | 2. miejsce      | Rezultat            | 3. miejsce   | Rezultat            |
| ------------- | -------------- | ------------------- | --------------- | ------------------- | ------------ | ------------------- |
| Indywidualnie | Dieter Baumann | 27:21,53            | Domingos Castro | 27:34,77            | Kamiel Maase | 27:35,72            |
| Drużynowo     | Portugalia     | 1:23:53,51 (14 pkt) | Włochy          | 1:25:01,21 (33 pkt) | Hiszpania    | 1:25:54,80 (43 pkt) |

### Kobiety
| Konkurencja   | 1. miejsce    | Rezultat            | 2. miejsce    | Rezultat            | 3. miejsce     | Rezultat            |
| ------------- | ------------- | ------------------- | ------------- | ------------------- | -------------- | ------------------- |
| Indywidualnie | Julia Vaquero | 31:14,51            | Marina Bastos | 32:09,95            | Petra Wassiluk | 32:10,94            |
| Drużynowo     | Portugalia    | 1:37:34,92 (15 pkt) | Francja       | 1:37:56,37 (17 pkt) | Hiszpania      | 1:39:06,31 (33 pkt) |